# Kajakarstwo na Letnich Igrzyskach Olimpijskich 2020 – K-2 1000 m mężczyzn
K-2 1000 metrów mężczyzn to jedna z konkurencji w kajakarstwie klasycznym rozgrywanych podczas Letnich Igrzysk Olimpijskich 2020. Kajakarze rywalizowali między 4 a 5 sierpnia na torze Sea Forest Waterway. 

## Terminarz
Wszystkie godziny są podane w czasie tokijskim (UTC+09:00)
| Data            | Godzina |              |
| --------------- | ------- | ------------ |
| 4 sierpnia 2021 | 11:21   | Eliminacje   |
| 4 sierpnia 2021 | 13:18   | Ćwierćfinały |
| 5 sierpnia 2021 | 10:26   | Półfinały    |
| 5 sierpnia 2021 | 12:47   | Finały       |

## Wyniki

### Eliminacje
Dwie najlepsze osady z biegu awansowały do półfinału, a pozostałe osady awansowały do ćwierćfinału.
Bieg 1
| Pozycja | Tor | Zawodnicy                            | Państwo       | Czas     | Uwagi |
| ------- | --- | ------------------------------------ | ------------- | -------- | ----- |
| 1.      | 7   | Jean van der Westhuyzen Thomas Green | Australia     | 3:08,773 | SF    |
| 2.      | 5   | Max Hoff Jacob Schopf                | Niemcy        | 3:09,830 | SF    |
| 3.      | 4   | Samuel Baláž Adam Botek              | Słowacja      | 3:13,982 |       |
| 4.      | 2   | Max Brown Kurtis Imrie               | Nowa Zelandia | 3:17,210 |       |
| 5.      | 3   | Mikita Borykau Aleh Jurenia          | Białoruś      | 3:18,952 |       |
| 6.      | 6   | Brian Malfesi Vincent Jourdenais     | Kanada        | 3:22,068 |       |

Bieg 2
| Pozycja | Tor | Zawodnicy                       | Państwo   | Czas     | Uwagi |
| ------- | --- | ------------------------------- | --------- | -------- | ----- |
| 1.      | 2   | Bence Nádas Bálint Kopasz       | Węgry     | 3:11,877 | SF    |
| 2.      | 5   | Josef Dostál Radek Šlouf        | Czechy    | 3:13,425 | SF    |
| 3.      | 6   | Riley Fitzsimmons Jordan Wood   | Australia | 3:18,453 |       |
| 4.      | 3   | Samuele Burgo Luca Beccaro      | Włochy    | 3:28,047 |       |
| 5.      | 4   | Étienne Hubert Guillaume Burger | Francja   | 3:29,296 |       |

Bieg 3
| Pozycja | Tor | Zawodnicy                               | Państwo                     | Czas     | Uwagi |
| ------- | --- | --------------------------------------- | --------------------------- | -------- | ----- |
| 1.      | 4   | Francisco Cubelos Íñigo Peña            | Hiszpania                   | 3:10,138 | SF    |
| 2.      | 6   | Wang Congkang Bu Tingkai                | Chiny                       | 3:10,292 | SF    |
| 3.      | 5   | Maksim Spiesiwcew Roman Anoszkin        | Rosyjski Komitet Olimpijski | 3:20,610 |       |
| 4.      | 3   | Kornél Béke Ádám Varga                  | Węgry                       | 3:26,732 |       |
| 5.      | 2   | Tuva'a Clifton Rudolph Berking-Williams | Samoa                       | 3:55,617 |       |

## Ćwierćfinały
Trzy pierwsze osady awansowąły do półfinału, pozostałe osady awansowały do finału B.
Bieg 1
| Pozycja | Tor | Zawodnicy                        | Państwo                     | Czas     | Uwagi |
| ------- | --- | -------------------------------- | --------------------------- | -------- | ----- |
| 1.      | 2   | Mikita Borykau Aleh Jurenia      | Białoruś                    | 3:10,126 | SF    |
| 2.      | 4   | Max Brown Kurtis Imrie           | Nowa Zelandia               | 3:10,220 | SF    |
| 3.      | 3   | Samuele Burgo Luca Beccaro       | Włochy                      | 3:12,667 | SF    |
| 4.      | 5   | Maksim Spiesiwcew Roman Anoszkin | Rosyjski Komitet Olimpijski | 3:14,045 |       |
| 5.      | 6   | Étienne Hubert Guillaume Burger  | Francja                     | 3:18,284 |       |

Bieg 2
| Pozycja | Tor | Zawodnicy                               | Państwo   | Czas     | Uwagi |
| ------- | --- | --------------------------------------- | --------- | -------- | ----- |
| 1.      | 4   | Riley Fitzsimmons Jordan Wood           | Australia | 3:10,619 | SF    |
| 2.      | 5   | Samuel Baláž Adam Botek                 | Słowacja  | 3:11,458 | SF    |
| 3.      | 3   | Kornél Béke Ádám Varga                  | Węgry     | 3:15,225 | SF    |
| 4.      | 6   | Brian Malfesi Vincent Jourdenais        | Kanada    | 3:15,736 |       |
| 5.      | 2   | Tuva'a Clifton Rudolph Berking-Williams | Samoa     | 3:46,523 |       |

## Półfinały
Pierwsze cztery osady z każdego półfinału awansowały do finału A, pozostałe do finału B.
Półfinał 1
| Pozycja | Tor | Zawodnicy                            | Państwo       | Czas     | Uwagi |
| ------- | --- | ------------------------------------ | ------------- | -------- | ----- |
| 1.      | 4   | Jean van der Westhuyzen Thomas Green | Australia     | 3:17,077 | FA    |
| 2.      | 2   | Max Brown Kurtis Imrie               | Nowa Zelandia | 3:17,684 | FA    |
| 3.      | 3   | Wang Congkang Bu Tingkai             | Chiny         | 3:17,784 | FA    |
| 4.      | 5   | Josef Dostál Radek Šlouf             | Czechy        | 3:18,240 | FA    |
| 5.      | 7   | Samuele Burgo Luca Beccaro           | Włochy        | 3:20,591 | FB    |
| 6.      | 6   | Riley Fitzsimmons Jordan Wood        | Australia     | 3:21,860 | FB    |

Półfinał 2
| Pozycja | Tor | Zawodnicy                    | Państwo   | Czas     | Uwagi |
| ------- | --- | ---------------------------- | --------- | -------- | ----- |
| 1.      | 3   | Max Hoff Jacob Schopf        | Niemcy    | 3:17,554 | FA    |
| 2.      | 5   | Bence Nádas Bálint Kopasz    | Węgry     | 3:18,316 | FA    |
| 3.      | 6   | Mikita Borykau Aleh Jurenia  | Białoruś  | 3:18,875 | FA    |
| 4.      | 4   | Francisco Cubelos Íñigo Peña | Hiszpania | 3:19,133 | FA    |
| 5.      | 7   | Kornél Béke Ádám Varga       | Węgry     | 3:20,197 | FB    |
| 6.      | 2   | Samuel Baláž Adam Botek      | Słowacja  | 3:20,917 | FB    |

## Finały

### Finał B
| Pozycja | Tor | Zawodnicy                               | Państwo                     | Czas     | Uwagi |
| ------- | --- | --------------------------------------- | --------------------------- | -------- | ----- |
| 9.      | 2   | Maksim Spiesiwcew Roman Anoszkin        | Rosyjski Komitet Olimpijski | 3:19,680 |       |
| 10.     | 6   | Samuel Baláž Adam Botek                 | Słowacja                    | 3:21,087 |       |
| 11.     | 5   | Samuele Burgo Luca Beccaro              | Włochy                      | 3:22,408 |       |
| 12.     | 4   | Kornél Béke Ádám Varga                  | Węgry                       | 3:24,757 |       |
| 13.     | 3   | Riley Fitzsimmons Jordan Wood           | Australia                   | 3:24,757 |       |
| 14.     | 7   | Brian Malfesi Vincent Jourdenais        | Kanada                      | 3:25,181 |       |
| 15.     | 8   | Étienne Hubert Guillaume Burger         | Francja                     | 3:32,690 |       |
| 16.     | 1   | Tuva'a Clifton Rudolph Berking-Williams | Samoa                       | 3:56,171 |       |

### Finał A
| Pozycja | Tor | Zawodnicy                            | Państwo       | Czas     | Uwagi |
| ------- | --- | ------------------------------------ | ------------- | -------- | ----- |
| złoto   | 5   | Jean van der Westhuyzen Thomas Green | Australia     | 3:15,280 |       |
| srebro  | 4   | Max Hoff Jacob Schopf                | Niemcy        | 3:15,584 |       |
| brąz    | 1   | Josef Dostál Radek Šlouf             | Czechy        | 3:16,106 |       |
| 4.      | 6   | Bence Nádas Bálint Kopasz            | Węgry         | 3:16,535 |       |
| 5.      | 3   | Max Brown Kurtis Imrie               | Nowa Zelandia | 3:17,327 |       |
| 6.      | 8   | Francisco Cubelos Íñigo Peña         | Hiszpania     | 3:17,327 |       |
| 7.      | 2   | Mikita Borykau Aleh Jurenia          | Białoruś      | 3:17,769 |       |
| 8.      | 7   | Wang Congkang Bu Tingkai             | Chiny         | 3:19,612 |       |